# Male parta, male dilabuntur
La locuzione latina Male parta male dilabuntur, tradotta letteralmente, significa "Le cose malamente acquistate si sperperano malamente".
La locuzione, equivalente al proverbio italiano "la farina del diavolo va tutta in crusca", è attribuita al grande oratore romano Cicerone, anche se, quando lo stesso Arpinate utilizza questa espressione (in Seconda Filippica, 27), dichiara che essa va ricondotta all'opera di un poeta di cui lui non ricorda il nome (e che i moderni hanno ipotizzato possa essere Gneo Nevio).

Con questo adagio la sapienza popolare ci ricorda che il furto e l'imbroglio non sono i mezzi più idonei per arricchire, anche se certamente i più veloci, e che sovente quanto ottenuto con simili modi illeciti è altrettanto velocemente dilapidato, o comunque perduto.